# Departamento Amambay
Amambay (Guaraní: Amambai) ist eines von insgesamt 17 Departamentos in Paraguay. Es grenzt im Norden und Osten an Brasilien, im Westen an das Departamento Concepción sowie Departamento San Pedro und im Süden an das Departamento Canindeyú. Die Hauptstadt ist Pedro Juan Caballero. Aufgrund der vielen Hügel, die einen guten Ausblick auf die Natur bieten, wird Amambay gelegentlich als die Terrasse des Landes bezeichnet. An einigen Hügeln wie dem Akua und in Lorito Picada wurden Petroglyphen der Ureinwohner entdeckt, die aus der Zeit 5000 v. Chr. datieren. Im Jahr 1976 wurde der 12.000 Hektar große Nationalpark Cerro Corá gegründet, an dessen Hügel der Tripel-Allianz-Krieg sein Ende gefunden hatte.
Amambay ist in fünf Distrikte aufgeteilt.

## Distrikte
- Bella Vista Norte
- Capitán Bado
- Pedro Juan Caballero
- Zanja Pytá
- Karapaí